# Syllepte chalybifascia
Syllepte chalybifascia là một loài bướm đêm trong họ Crambidae.